# Halszkaraptorinae
Halszkaraptorinae ("lupiči Halszky Osmólske") byla podčeleď unenlagiidních (dříve dromeosauridních) dinosaurů, žijících v období svrchní křídy (stupeň kampán, asi před 75 až 71 miliony let) na území dnešního Mongolska.

## Popis
Tento klad byl stanoven týmem paleontologů v roce 2017, kromě rodu Halszkaraptor do něj patří ještě rody Natovenator, Mahakala a Hulsanpes. Toto rozdělení potvrdila i studie s redeskripcí rodu Hulsanpes z roku 2018. Jednalo se o neobvyklé teropody, stavěné zčásti na obojživelný způsob života (např. schopnost potápět se a lovit ryby pod hladinou).